# 韩城市
35°28′N 110°26′E / 35.467°N 110.433°E
韩城市，位於中国陕西省东部，是国家历史文化名城，也是一座重要的能源工业城市。行政上是地級渭南市代管的縣級市。市人民政府駐新城街道太史大街中段。

## 历史
相传夏禹“导河积石，至于龙门”，因而史以“龙门”为陕西韩城、山西河津一带黄河最窄处的代称。西周时为韩侯封邑。後為梁國的領土，春秋时梁國被秦國滅亡後，秦國設置少梁邑。後被晋国佔領，称韩原。战国时属魏国，復称少梁。後又被秦国佔領，秦國於前327年在此设夏阳县。至隋代改称韩城，并延续至今。1983年撤县设市，1986年被定为国家历史文化名城，2007年被命名为中国优秀旅游城市。
2012年5月，陕西省委、省人民政府发布《关于在韩城市开展省内计划单列市试点的意见》，韩城市成为全省首个省内计划单列市。在经济管理上，将赋予韩城市与设区的市同等的经济社会管理权限，韩城市并不改变同渭南市的行政隶属，仍受渭南市的“统筹、服务、协调、监督”等方面的领导。。

## 地理
韩城地处黄河西岸。

## 行政区划
韩城市下辖2个街道办事处、6个镇：
新城街道、金城街道、龙门镇、桑树坪镇、芝川镇、西庄镇、芝阳镇和板桥镇。

## 交通
韩城龙门位于市境东北的黄河边，自古以来就是兵家重地。隋末李渊、明末李自成，都由这里渡过黄河，现建有侯西铁路。韩城交通基础设施完善，境内有108国道、327国道、沿黄公路和京昆高速公路。侯（马）西（安）铁路穿境而过，开通了直通北京的列车。完善的交通及通信网络，极大地促进了当地经济的发展。2003年，韩城综合经济实力位居陕西省第二，在全国县域经济基本竞争力评价中进入西部百强行列。
- 京昆高速、 108国道、 327国道过境。
- 侯西铁路：下峪口站、白村站、韩城站、芝阳站、下桑支线桑树坪站
- 浩吉铁路：韩城北站

## 经济
韩城地区煤炭资源丰富，到今天，已发展成以煤炭、机焦、钢铁工业为主的重工业基地。
韩城地处渭北地区。地形西部为山区、丘陵，东部紧依黄河为平原、河谷，林木资源丰富。全市年平均气温13℃，降水量559毫米。主要农产品有小麦、玉米、花椒等。特产韩城大红袍花椒，是中国地理标志产品，是受国家保护的原产地域产品。

## 人口
根据第七次全国人口普查结果，2020年11月1日零时，全市人口的基本情况公布如下：全市常住人口为383097人。与2010年第六次全国人口普查的391164人相比，减少8067人，下降2.06%，年平均下降率为0.21%。
2010年第六次全国人口普查韩城市常住人口391164人。

## 教育
明清时期，县内有名的书院有十几座。民国早年，全县仅小学就有200多所。

## 风景名胜

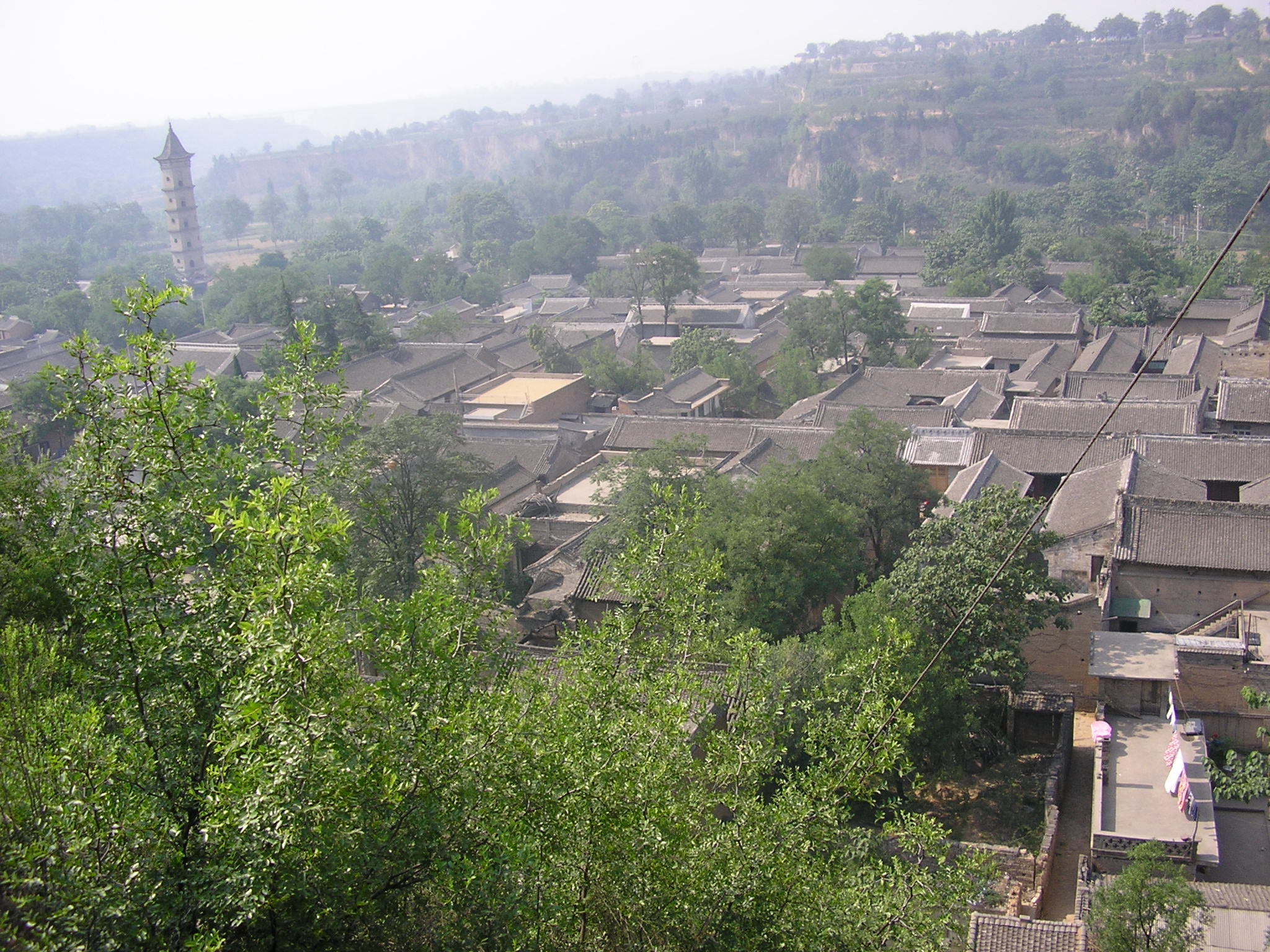
陕西韩城党家村全貌

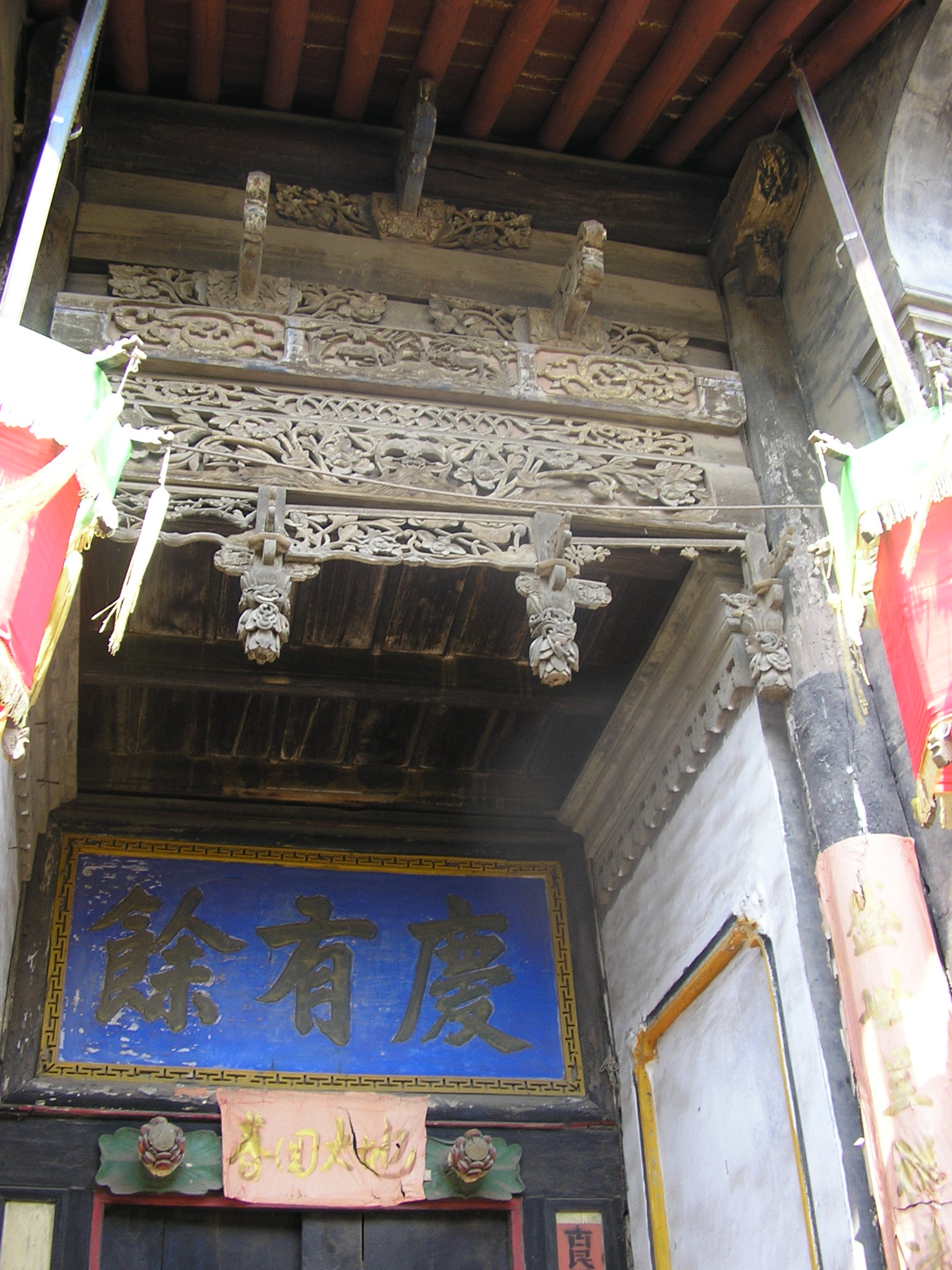
陕西韩城党家村局部

韩城是国家历史文化名城，古城内至今仍保存有大量历史街道和住宅，有唐至清各代的古建筑140多处。司马迁墓和祠等15处古建筑群被列为全国重点文物保护单位，其数量在中国所有县、县级市和地级市辖区中位居前几名。其中，位于城北的党家村更因密布着明清四合院式宅院，而被命名为中国历史文化名村。位于昝村镇的梁带村两周遗址被评为2005年度中国十大考古发现。目前，韩城市已在老城区外兴建了新城区，以保护老城的历史风貌和布局。韩城的文化遗产极为丰富，最具代表性质的有门楣题字、百面锣鼓、耍神楼、秧歌等。近年来，韩城市依托丰富的文物资源，旅游业得到了迅速发展，初步形成了南司马迁祠墓、中古城和党家村、北龙门的旅游格局，并融入了全省旅游东环线。
- 全国重点文物保护单位17处：司马迁墓和祠（2-56）、魏长城遗址（4-32）、韩城大禹庙（4-126）、韩城普照寺（5-424）、韩城文庙（5-425）、韩城城隍庙（5-426）、党家村古建筑群（5-427）、梁带村遗址（6-198）、法王庙（6-779）、北营庙（6-780）、玉皇后土庙（6-787）、韩城九郎庙（7-1427）、庆善寺大佛殿（7-1430）、紫云观三清殿（7-1431）、毓秀桥（7-1444）、柳枝关帝庙（8-0465-3-268）、马庄华严寺（8-0466-3-269）。
- 陕西省文物保护单位：关帝庙正殿（2-）、扶荔宫遗址（4-1-40）、东营庙（4-3-12）、弥陀寺（4-3-16）、三义墓（5-2-9）、吉灿升故居（5-3-22）、韩城苏家民居（5-3-23）、韩城高家祠堂（5-3-24）、韩城解家民居（5-3-25）、韩城古街房10号（5-3-26）、永丰昌（酱园）旧址（5-3-27）、韩城郭家民居（5-3-28）、八路军东渡黄河出师抗日纪念地（5-5-12）、赳赳寨塔（6-3-9）、韩城县衙大堂（6-3-10）、梁带村禹王庙正殿（6-3-11）、王村九郎庙（7-3-40）、庙后二郎庙（7-3-41）、西彭悟真观（7-3-42）、龙门书院（7-3-43）、王峰寨古建筑群（7-3-45）、郭庄府君庙（7-3-46）、郭庄寨三圣庙（7-3-47）、井溢古建筑群（7-3-48）、南潘庄三义庙献殿（7-3-49）、上干谷圣寿寺（7-3-50）、史带禹王庙献殿（7-3-51）、下干谷玉皇庙献殿（7-3-52）、丁家五合祠（7-3-53）、周原张氏民居群（7-3-54）、堡安古建筑群（7-3-55）、嵬东司马氏族建筑群（7-3-56）、韩城图书楼（7-5-174）、

### 韩城八景
- 禹门春浪：禹门口禹门三叠浪。相傳鲤鱼跳龙门之说发于此；
- 猴山秋韵：薛峰山因為其西北处有一风化石的外形跟顽猴非常相像而又名猴山，再配當地深秋的美景；
- 横山烟雨：板桥火炬村横山道观之烟雨与香火交互产生之幻化美景；
- 象岭春晓：位於象山中学西边的象山，因其形似俯卧之大象，象首南面饮狮山潭中之水，故称。旧时每年三月游客满山，现时有今人开辟象岭山庄供游人歇脚住宿；
- 嵬峰摩霄：位於韩城西25公里处，旧时建有庙宇，多植松柏，多为文人骚客造访，另，其西香山亦为韩城一名胜，诗人白居易晚年隐居于此，后人有“九老图”传世，诗人故后葬于龙门山；
- 圆觉晨钟：即今烈士陵园，旧时为圆觉寺，寺东为钟，以西为鼓，古人所称晨钟暮鼓是也；
- 苏柏南柯：位於韩城西北处，汉苏武墓建於其上，古时合抱松柏常青，柯树皆南向；
- 龙泉秋稼：因泉处于圆觉寺内龙王神座下得名，唐初四杰之一王勃与韩城好友曾观龙泉之美景。